# Mbumi
Mbumi è una circoscrizione urbana (urban ward) della Tanzania situata nel distretto di Kilosa, regione di Morogoro. Conta una popolazione di 4 540 abitanti (censimento 2012).